# Сормано
Сормано (итал. Sormano) је насеље у Италији у округу Комо, региону Ломбардија.
Према процени из 2011. у насељу је живело 609 становника. Насеље се налази на надморској висини од 778 м.

## Становништво
Према резултатима пописа становништва 2011. у општини је живело 633 становника.
| 1931. | 1936. | 1951. | 1961. | 1971. | 1981. | 1991. | 2001. | 2011. |
| ----- | ----- | ----- | ----- | ----- | ----- | ----- | ----- | ----- |
| 861   | 801   | 684   | 646   | 571   | 583   | 605   | 633   | 633   |